# Rachida Dati
Pour les articles homonymes, voir Dati.
Rachida Dati , née le 27 novembre 1965 à Saint-Rémy (Saône-et-Loire), est une femme politique française.
Magistrate de profession, elle est nommée en 2002 conseillère ministérielle de Nicolas Sarkozy, dont elle est porte-parole lors de sa campagne victorieuse pour l'élection présidentielle de 2007. Elle est membre de l'Union pour un mouvement populaire (UMP) puis des Républicains (LR).
En 2007, elle est nommée garde des Sceaux, ministre de la Justice au sein des gouvernements François Fillon I et II, ce qui fait d'elle la première personnalité politique née de parents immigrés maghrébins à occuper un ministère régalien dans un gouvernement français. Elle instaure les peines planchers, réforme le code pénal des mineurs, modifie la carte judiciaire, crée les fonctions de défenseur des droits et de contrôleur général des lieux de privation de liberté.
Députée européenne de 2009 à 2019 et maire du 7e arrondissement de Paris depuis 2008, elle est tête de liste des Républicains aux élections municipales de 2020 à Paris, lors desquelles ses listes finissent en deuxième position au second tour, derrière celles d'Anne Hidalgo. Elle devient conseillère de la métropole du Grand Paris et présidente du principal groupe d'opposition au Conseil de Paris.
Depuis 2021, elle est mise en examen pour « corruption passive » et « trafic d’influence » dans le cadre de l'affaire Carlos Ghosn, et renvoyée devant le Tribunal Correctionnel en 2025. D’autres conflits d’intérêts sont relevés concernant des rémunérations non déclarées par de grandes entreprises, comme GDF Suez, ou France Télécom, perçues alors qu’elle exerçait ses mandats d’élue, évoquant une activité de lobbying illégale. Elle fait l'objet de critiques pour sa proximité avec le régime azerbaïdjanais, souvent qualifié de dictatorial, et aurait également mené une activité de lobbying illégal au Parlement européen pour le compte de la compagnie pétrolière nationale SOCAR. 
En 2024, elle devient ministre de la Culture dans le gouvernement Attal ; la même année, elle est reconduite dans les gouvernements Barnier et Bayrou. Elle renouvelle son adhésion aux Républicains en 2025, après une année d’interruption.

## Biographie

### Jeunesse et études
Rachida Dati naît le 27 novembre 1965 à Saint-Rémy (Saône-et-Loire) du mariage de M'Barek Benamar Dati, (1934-2017), maçon d'origine marocaine arrivé en France en 1963,, et de Fatim-Zohra Dati, née Bouchenafa, (morte en 2001), mère au foyer d'origine algérienne,,. Outre sa nationalité française, elle dispose de la nationalité marocaine.
Elle est la deuxième d'une fratrie de onze enfants (sept filles et quatre garçons dont Jamal et Omar, tous deux condamnés pour trafic de drogue, et Malika, élue vice-présidente déléguée aux transports en commun et aux mobilités de la Métropole du Grand Nancy),. Certaines sources font état de douze enfants (huit filles et quatre garçons), d'autres de onze : la confusion vient du fait que la fille de Malika, la sœur ainée de Rachida, a été élevée dans leur famille à sa naissance. Elle passe son enfance à Chalon-sur-Saône, dans le quartier des Prés-Saint-Jean. Elle suit sa scolarité dans un collège privé catholique tenu par des Servantes du Saint-Sacrement, puis au lycée public Mathias à Chalon-sur-Saône ; elle obtient son baccalauréat D en 1983.
Tout en évoquant ses racines familiales nord-africaines, elle met en relief qu'elle se considère d'abord comme « fille de France, issue d'un milieu modeste ». Pour compléter ses revenus, Rachida Dati travaille les dimanches ainsi que l'été, notamment comme vendeuse, standardiste, veilleuse de nuit ou faisant le ménage, ou encore accomplissant des tâches d'aide-soignante (mais sans en avoir la formation ni le titre).
Rachida Dati tente des études de médecine, mais échoue deux fois sa première année. À partir d'octobre 1985, elle suit un diplôme d'études universitaires générales (DEUG) de sciences économiques à l'université de Dijon,. Au cours de ces deux années, elle tient le stand de la Mutuelle nationale des étudiants de France (MNEF) à la rentrée universitaire. À la même époque, elle écrit en août 1987 à l'hebdomadaire Jeune Afrique un courrier où elle propose de « faire le procès global des promoteurs de toutes les guerres, et particulièrement de celle d'Algérie ». Puis elle s'inscrit pour l'année 1988-1989 à l'université Paris-Panthéon-Assas. Elle obtient une licence en 1990, puis une maîtrise en sciences économiques à l'été 1991.
En 1992, avec un financement de Matra, elle suit les cours pour obtenir une maîtrise en administration des affaires à l'Institut supérieur des affaires qui dépend du groupe HEC,. En mai 1993, elle cesse ses études à l'institut sans obtenir le diplôme. Elle rejoint alors l'équipe de Jacques Attali, à la Banque européenne pour la reconstruction et le développement (BERD). En 1996, elle obtient une maîtrise avec mention passable en droit public en bénéficiant de la validation des acquis professionnels.
Sur les conseils de Simone Veil et Albin Chalandon, elle entre à l'École nationale de la magistrature (ENM), à l'âge de 31 ans, où elle est admise sans passer les épreuves du concours d'entrée, sur dossier, et en sort magistrate en 1999. Le Canard enchaîné indique en 2007 qu'elle aurait produit un faux curriculum vitæ, en utilisant une formulation laissant entendre qu'elle était titulaire d'un MBA européen du groupe HEC-ISA, susceptible d'induire certains magistrats ou hauts fonctionnaires en erreur lors de sa demande d'entrée à l'ENM sur dossier,. Le directeur d'HEC précise qu'elle « n'a pas obtenu son diplôme, alors qu'elle avait validé tous les modules, parce qu'elle n'a pas assisté au séminaire de clôture de l'année ».

### Carrière professionnelle
En 1987, Rachida Dati effectue un stage en tant que chargée d’études auprès de la direction comptabilité-finance du groupe Elf Aquitaine grâce à Albin Chalandon, qu'elle rencontre lors d'une réception à l'ambassade d'Algérie en France. Elle poursuit en parallèle des études supérieures en sciences économiques et gestion des entreprises. Après une rencontre avec Jean-Luc Lagardère en 1990, elle entre à la direction de l'audit de Matra communication, puis, en 1993, passe un an à Londres auprès de Jacques Attali, à la BERD, toujours dans l'audit. L'année suivante, de retour en France, elle occupe le poste de secrétaire générale du bureau d'études sur la ville de la Lyonnaise des Eaux.
Durant sa formation d'auditrice de justice, elle aurait reçu un blâme du procureur de Péronne pour avoir manqué de respect aux fonctionnaires du greffe. Se rendant souvent à Paris pendant la semaine, elle est convoquée par le premier président de la cour d'appel d'Amiens, qui lui reproche de disposer de son temps à volonté et qui l'avertit qu'il va envoyer un rapport sur elle à la direction des services judiciaires[à vérifier].
Elle est candidate à un poste d'auditrice au Conseil d'État, dont elle connaît bien le vice-président, Marceau Long. En dépit de la qualité de ses recommandations émanant de personnalités prestigieuses, sa candidature est refusée[réf. à confirmer].
Elle prend l'habitude de sous-traiter ses dossiers à un cabinet d'avocats, au point qu'elle se fait réprimander à ce sujet par son supérieur. Le Point indique en 2008 : « Des âmes charitables affirment qu'à l'heure de la curée, Rachida Dati, qui connaît les histoires de la famille et du département des Hauts-de-Seine pour s'être occupée, pendant quelque temps, en 2005, du secteur sensible des marchés publics, saura, le cas échéant, se rappeler au bon soin de son protecteur ».
Peu après sa sortie du gouvernement, à l'été 2009, elle fonde une société de conseil, dénommée « La Bourdonnais consultant », qu'elle doit dissoudre en 2010 pour pouvoir accéder, à titre dérogatoire, à la profession d'avocat. Elle reste toutefois magistrate en disponibilité, à compter du 14 juillet 2012, pour une durée de deux ans,. Toujours magistrate, elle est mise en disponibilité du 11 mars 2019 à la cessation de son mandat de maire.

### Vie privée

#### Vie familiale

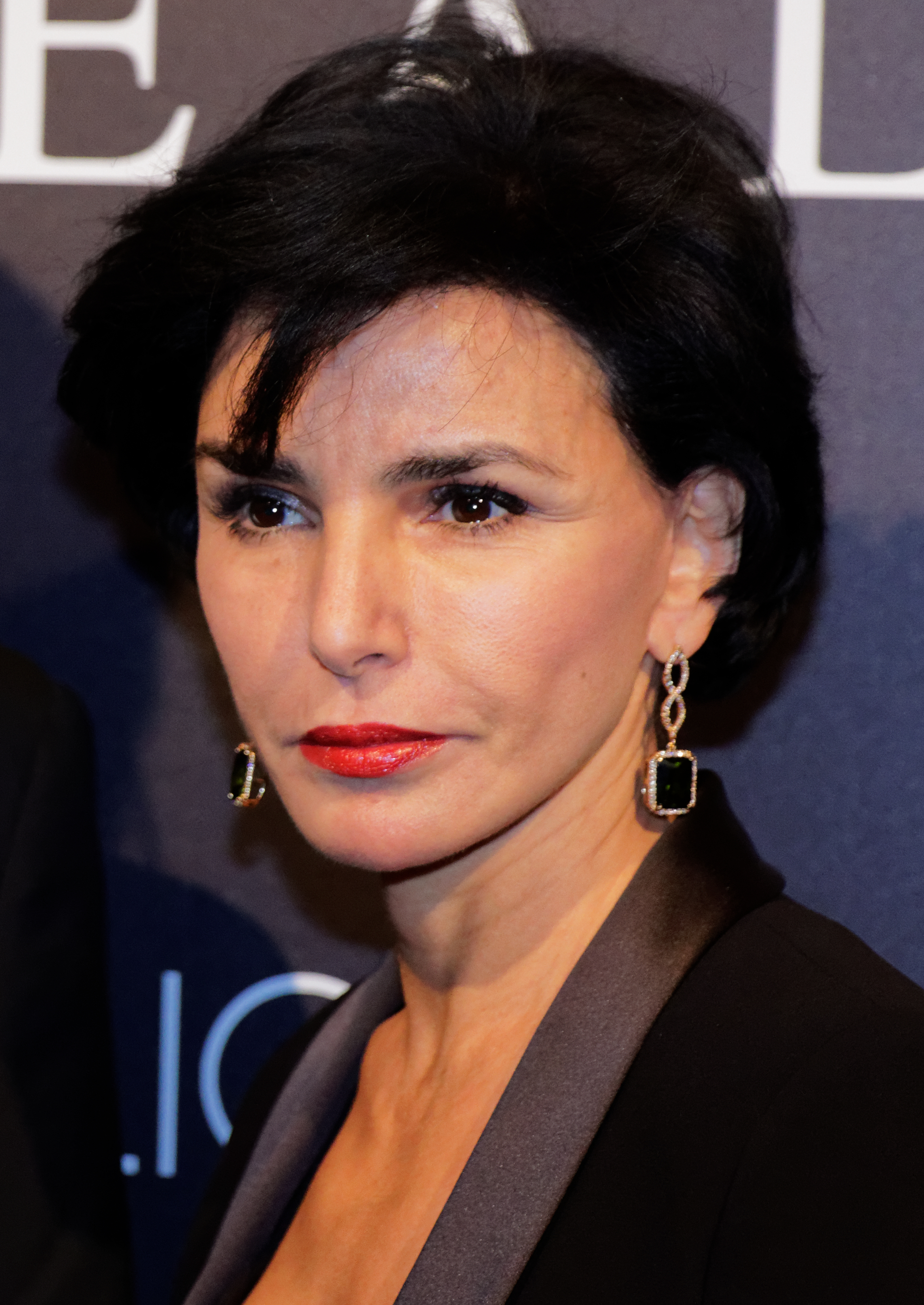
Rachid Dati en 2016.

En novembre 1992, Rachida Dati se marie avec un architecte algérien, un homme « avec lequel elle n'avait rien à partager », selon ses termes, pour mettre fin aux « pressions récurrentes » de sa famille, ce qu'elle qualifie de « mariage forcé ». Dès le mois suivant, elle demande l'annulation de cette union, qui est prononcée en 1995,,.
Le 2 janvier 2009, elle donne naissance à une fille, Zohra (nommée en hommage à sa mère), à la clinique de la Muette, dans le 16e arrondissement de Paris. Le nom du père de l'enfant n'est pas rendu public. Cinq jours après avoir accouché, Rachida Dati reprend ses fonctions au ministère pour conduire la réforme du statut du juge d'instruction annoncée par Nicolas Sarkozy quelques jours auparavant. Au moment des faits, cette reprise immédiate fait polémique, elle surprend, voire scandalise, les associations féministes. Quelques années plus tard, Axelle Lemaire, marquée par ce précédent et également ministre enceinte, le qualifie de « contre-exemple à ne pas suivre ».
En 2012, elle assigne en justice l'homme d'affaires Dominique Desseigne puis dépose une demande de pension alimentaire mensuelle de 6 000 €, tandis que Dominique Desseigne se défend d'être le père de son enfant, affirmant que Rachida Dati avait huit amants dans la même période. Il refuse cependant le test de paternité. En octobre 2014, s'appuyant sur les éléments fournis par Rachida Dati, le tribunal de grande instance de Versailles juge que Dominique Desseigne est bien le père de l'enfant de Rachida Dati et octroie à cette dernière une pension mensuelle de 2 500 € ; cette paternité est confirmée par la cour d'appel de Versailles en janvier 2016.
Elle est proche d'Henri Proglio, qui a employé plusieurs frères et sœurs de Rachida Dati à Veolia puis EDF. Selon Libération, elle a bénéficié durant plusieurs années « d'un fastueux appartement dans le VIe arrondissement de Paris, le tout aux frais de son ex-compagnon, l'ancien PDG de Veolia et EDF Henri Proglio. ».

#### Religion
Rachida Dati est née de parents de confession musulmane ; elle se rend toutefois à la messe catholique chaque dimanche.

#### Patrimoine
En 2024, elle déclare à la Haute Autorité pour la transparence de la vie publique 5,6 millions € de patrimoine sous forme de biens immobiliers et sur divers comptes ou produits d'épargne. Selon des informations de Libération, elle n'aurait pas déclaré 19 bijoux de luxe, pour une valeur de 420 000 € au total.

## Parcours politique

### Débuts et ascension
Selon Le Parisien, Rachida Dati avait envisagé de se présenter aux élections européennes de 1994 sur la liste conduite par Michel Rocard, mais a finalement renoncé avant le vote des militants socialistes.
En 1994, le ministre de l'Éducation nationale, François Bayrou, la nomme — avec l'inspectrice de l'Éducation nationale Hanifa Cherifi — chargée de mission pour la question du voile islamique à l'école.
En décembre 2002, elle devient conseillère de Nicolas Sarkozy et travaille sur le projet de loi sur la « prévention de la délinquance » au ministère de l'Intérieur. Elle est nommée conseiller technique en avril 2004 au cabinet de Nicolas Sarkozy, ministre de l'Économie, des Finances et de l'Industrie. Entre janvier et juin 2005, elle est directrice générale adjointe des services du conseil général des Hauts-de-Seine, chargée des affaires juridiques et des marchés publics (après un mois en tant qu'administratrice territoriale). En juin 2005, elle réintègre le cabinet du ministre de l'Intérieur en tant que conseillère technique, avant d'adhérer à l'Union pour un mouvement populaire (UMP) en décembre 2006. Elle est nommée, le 14 janvier 2007 au soir, porte-parole de Nicolas Sarkozy (en duo avec Xavier Bertrand), désigné le même jour candidat de l'UMP à l'élection présidentielle.
Rachida Dati est par ailleurs membre de l'Institut Montaigne, du club Le Siècle et cofondatrice du Club XXIe siècle.

### Garde des Sceaux, ministre de la Justice

#### Nomination et débuts

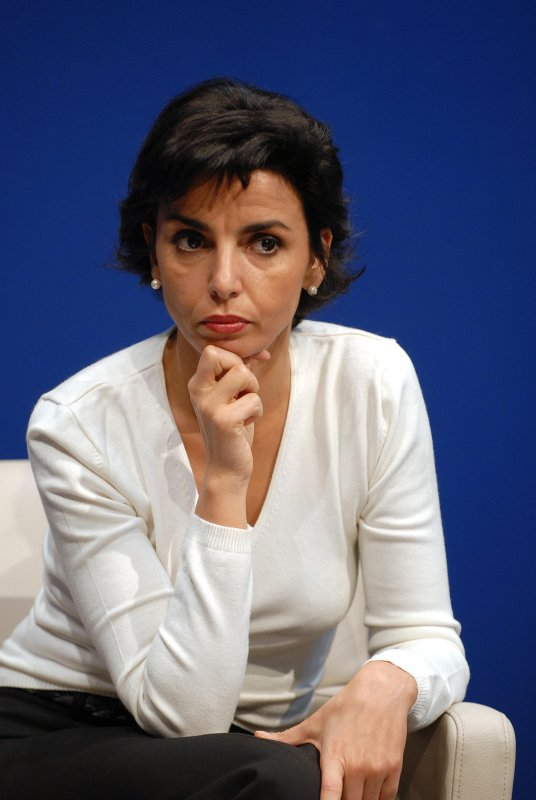
Rachida Dati en 2007.

Après la victoire à l’élection présidentielle de Nicolas Sarkozy, Rachida Dati intègre le gouvernement Fillon en tant que garde des Sceaux, ministre de la Justice. Elle bénéficie alors d'un soutien marqué du couple Sarkozy.
Son directeur de cabinet, Michel Dobkine, démissionne le 6 juillet 2007, suivi peu après par trois autres membres du cabinet, puis par son chef de cabinet et deux conseillers techniques. Un nouveau cabinet de dix-huit membres, davantage ouvert aux hauts fonctionnaires, et comprenant François Guéant (fils de Claude Guéant), est annoncé le 5 septembre suivant.
Rachida Dati est l'une des premières au sein d'un gouvernement français à souhaiter se rendre visible sur internet, avec l’investissement, en 2008, dans le nom de domaine rachida-dati.tv, qui renvoie vers le site ministre-justice.fr, tous deux sur les frais de communication du ministère. Ce dernier a également financé un référencement de mots-clés pour augmenter la visibilité de ces sites.

#### Loi de lutte contre la récidive des majeurs et des mineurs
Le projet de loi renforçant la lutte contre la récidive des majeurs et des mineurs est adopté par le Parlement en juillet 2007.

#### Contrôleur général des lieux de privation de liberté
Le 18 octobre 2007, trois mois après un entretien médiatisé entre Rachida Dati et l’inspectrice en chef des prisons britanniques, Anne Owers (en), le Sénat adopte le projet de loi créant le poste de contrôleur général des lieux de privation de liberté,. Le texte prévoit que celui-ci assure le respect des droits fondamentaux des personnes privées de liberté. Nommé par décret du président de la République, le contrôleur général a le statut d’autorité administrative indépendante. Le premier titulaire du poste, Jean-Marie Delarue, est nommé en juin 2008 ; ses premières recommandations sur les locaux de rétention, rendues publiques en novembre 2008, sont jugées extrêmement sévères. Adeline Hazan lui succède en juillet 2014. Puis, Dominique Simonnot est nommée en octobre 2020[réf. nécessaire].

#### Réforme de la carte judiciaire

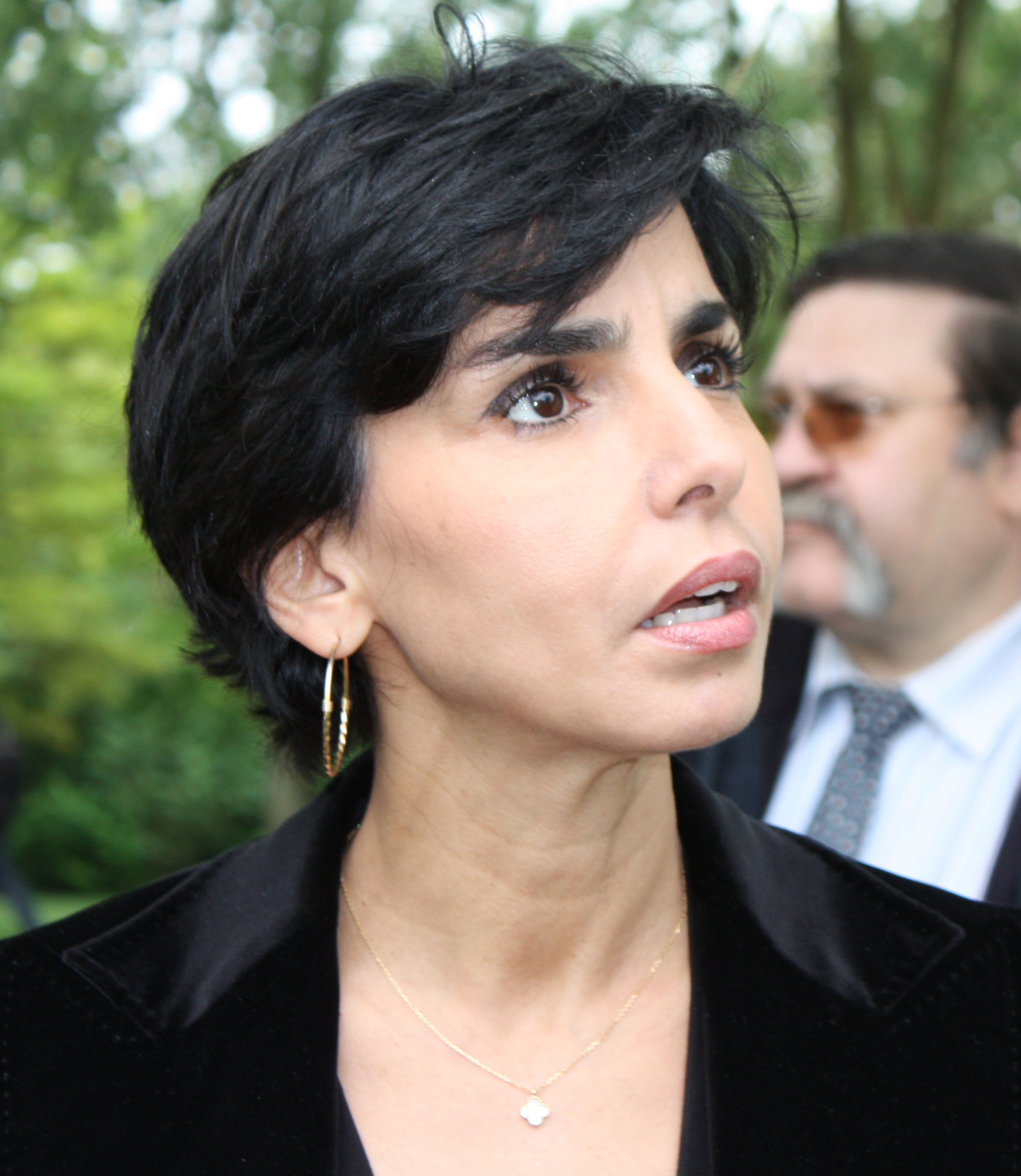
Rachida Dati en 2009.

Considérant les grosses juridictions comme plus efficaces que les petites et souhaitant « tenir une promesse de l'élection présidentielle », Rachida Dati annonce, le 25 juin 2007, une réforme de la carte judiciaire qui supprime et transfère un grand nombre de tribunaux vers des sièges plus importants.
Cette réforme est considérée comme étant la plus importante depuis celle de la Révolution française. Elle provoque un mouvement de protestation parmi les magistrats, greffiers et personnels des services judiciaires, avocats et élus locaux,.
La réforme est entérinée par un décret de la ministre du 15 février 2008. Le texte ne prévoit pas de suppression de cours d'appel, mais touche les autres juridictions. Face aux risques de voir aboutir les recours déposés contre le texte, la chancellerie prend, le 30 octobre 2008, un nouveau décret,. Le 19 décembre 2008, le Conseil d'État annule partiellement le décret ayant créé les 91 pôles d'instruction, revenant en particulier sur la liste des tribunaux dans lesquels existe un pôle de l'instruction et la compétence territoriale des juges d'instruction qui le composent, mais laisse quatre mois au gouvernement pour régler la situation et éviter l'annulation de toutes les enquêtes judiciaires menées dans ces pôles d'instruction depuis le 1er mars. La réforme s'achève en 2010.
Les mesures prises sont saluées en 2015 par la Cour des comptes, qui indique que « la réforme d'un grand service public est possible, qu'elle peut avoir un coût initial maîtrisé et que, nonobstant les critiques qu'elle a pu susciter dans un premier temps, et ses inévitables imperfections, elle est porteuse d'effets positifs ».

#### Réforme du code pénal des mineurs
Avec la loi renforçant la lutte contre la récidive des majeurs et des mineurs, Rachida Dati souhaite extraire la justice des mineurs du code pénal et du code de procédure pénale pour lui attribuer un code spécifique. Alors qu’une commission préparatoire (rapport « Varinard ») propose « de fixer à douze ans l'âge en dessous duquel un mineur échappe à la justice pénale », Rachida Dati retient l'âge de la responsabilité pénale à treize ans. Le texte prévoit qu’en cas d'infraction la « prise en charge » ne pourra être qu'« éducative ». Toutefois, un mineur de treize ans soupçonné d'avoir commis une infraction pourra être entendu par les enquêteurs et « placé en retenue le temps de son audition ».

#### Rôle du parquet
Une polémique sur les liens entre la Chancellerie et les parquets se cristallise en septembre-octobre 2007 autour du refus de mutation du procureur général d'Agen, Bernard Blais, à la Cour de cassation à huit mois de sa retraite. La ministre maintient sa décision de mutation malgré l'avis défavorable rendu par le Conseil supérieur de la magistrature. Rachida Dati renouvelle un tiers des procureurs généraux en nommant dix nouveaux procureurs, dont cinq femmes, le 15 novembre 2007 ; jusqu’ici, ce corps comptait deux femmes sur trente-cinq membres, alors qu'elles représentent environ 50 % des effectifs des magistrats. L'historien Alain Bancaud estime qu'un renouvellement d'une telle ampleur ne s'est pas vu depuis la fin de la Seconde Guerre mondiale.

#### Tensions avec la magistrature
Une journée de mobilisation de la magistrature a lieu le 23 octobre 2008 afin de contester la politique « menée sans aucun moyen » par la garde des Sceaux. Rachida Dati est accusée de fragiliser l’autorité judiciaire et de rechercher systématiquement des boucs émissaires. Les magistrats critiquent notamment la convocation de procureurs pour des statistiques jugées « décevantes » sur les peines planchers — accusées par ailleurs de remplir les prisons,. En novembre 2008, quelque cinq cents magistrats dénoncent dans une pétition des « pressions personnalisées exercées par la garde des Sceaux » qu'ils jugent « inadmissibles ». En outre, le monde judiciaire déplore un manque de présence de la ministre, qui se décommande à la dernière minute du congrès de l'Union syndicale des magistrats, n'assiste pas à la rentrée solennelle des avocats du barreau de Paris ou encore au dîner de 2008 offert aux ministres de la Justice francophones.

### Maire du7earrondissementde Paris

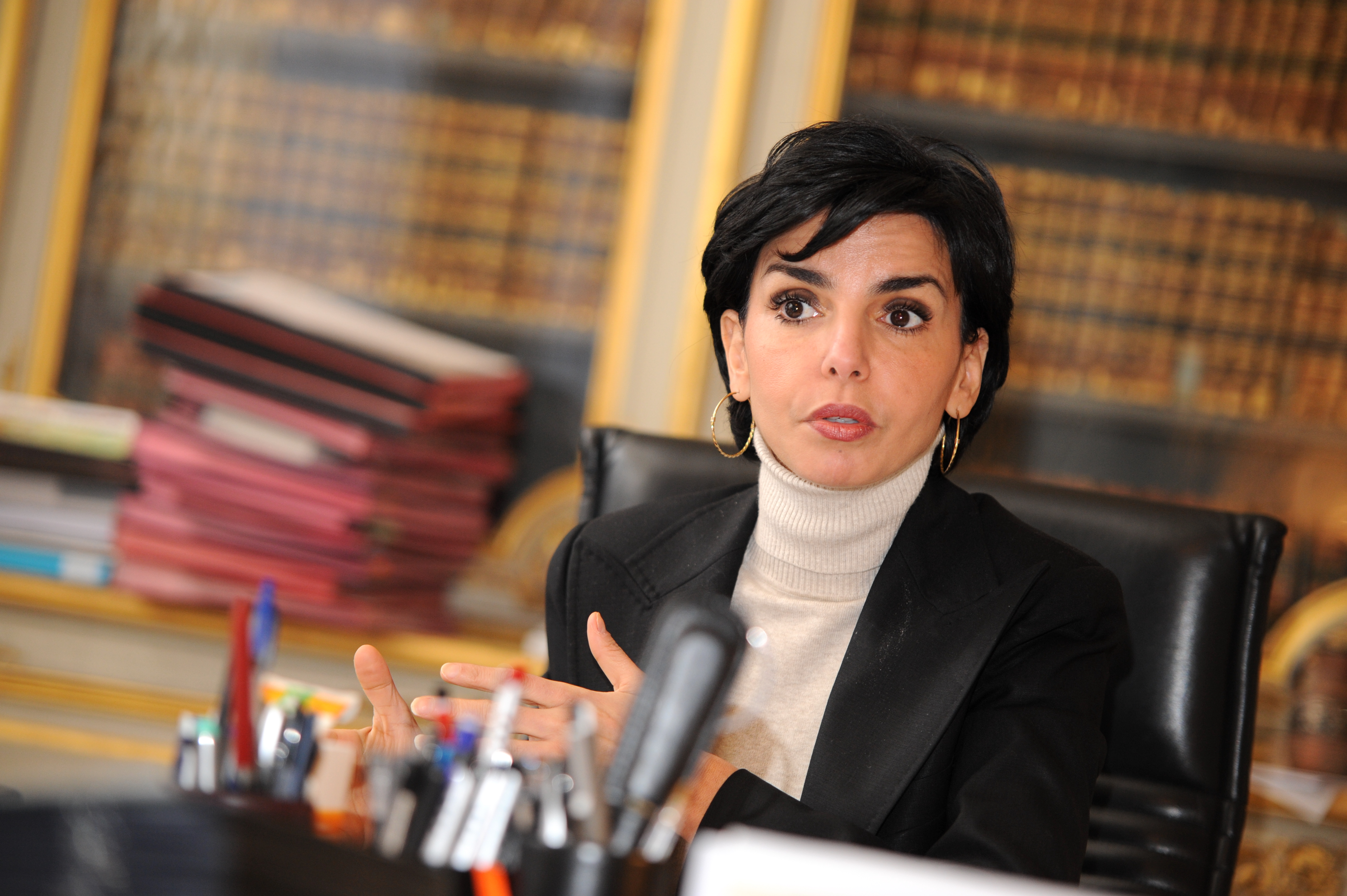
Rachida Dati en 2009.

Rachida Dati conduit la liste UMP-Nouveau Centre aux élections municipales de 2008 dans le 7e arrondissement de Paris, après avoir envisagé un moment de se présenter dans le 12e arrondissement,. Sa liste manque de peu de l’emporter au premier tour, obtenant 49,5 % des suffrages ; au second tour, elle l’emporte avec 57,7 %, contre 27,2 % à la liste de gauche et 15,1 % à celle du MoDem. Elle est l'une des cinq élus UMP-NC de l'arrondissement à être élue au Conseil de Paris. Le 29 mars 2008, le conseil d'arrondissement l'élit maire du 7e arrondissement.
À la mairie, Rachida Dati se mobilise notamment en faveur du démontage du Mur pour la Paix, un monument de verre installé en 2000, car il « obstrue la perspective classée de l'École militaire à la tour Eiffel ». Ses propos sur l'autrice du monument, Clara Halter, et son époux Marek Halter lui valent une condamnation pour diffamation par la cour d'appel de Paris en 2012,. En 2014, la Cour de cassation casse sans renvoi cette condamnation, estimant que les propos de Rachida Dati « ne dépassaient pas les limites admissibles de la liberté d’expression ». En octobre 2012, elle lance le mouvement des « Sardines » pour lutter contre la fermeture des voies sur berge à Paris et en demander la révision.

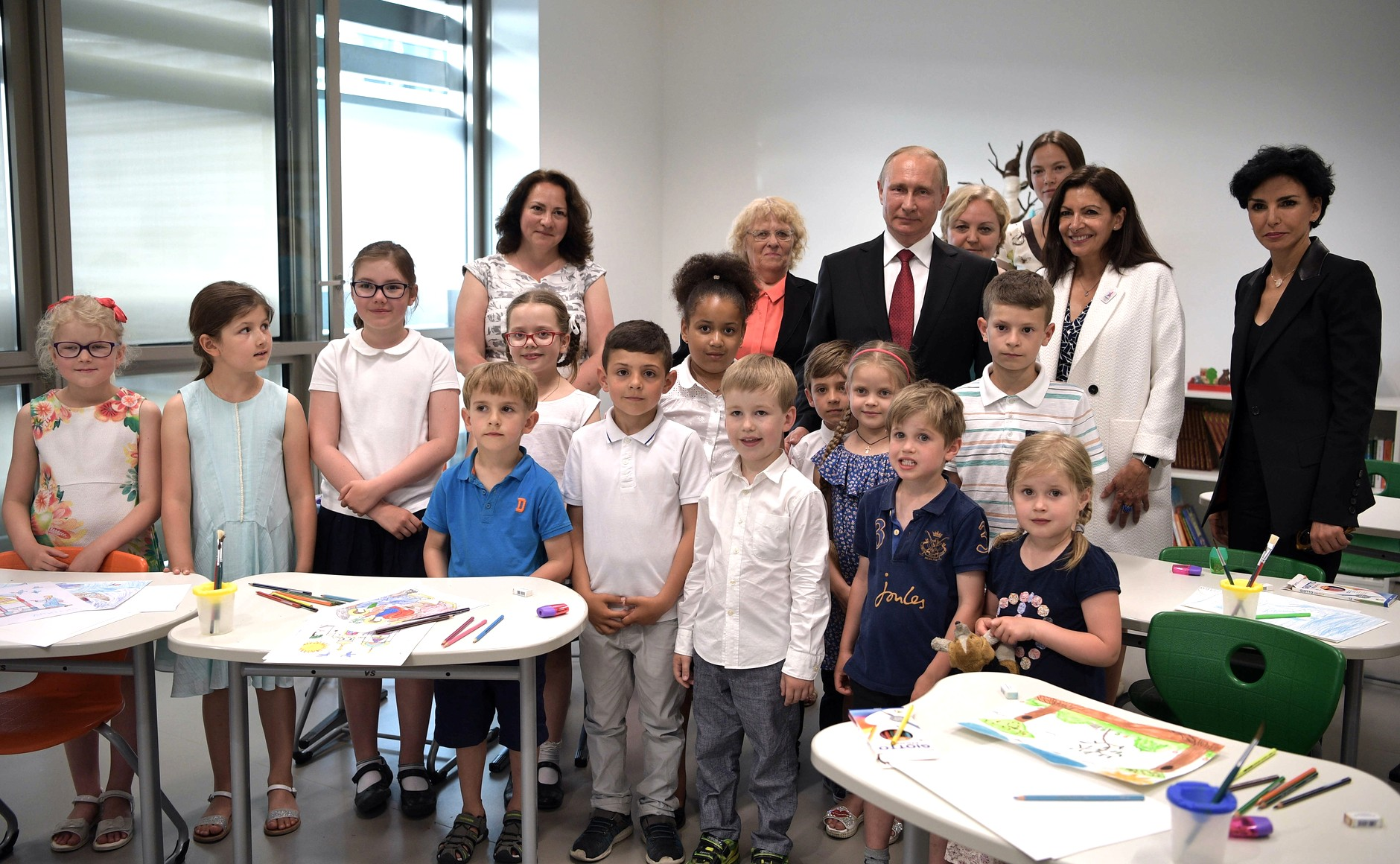
Rachida Dati au côté de Vladimir Poutine et Anne Hidalgo, en 2017.

Après avoir déclaré vouloir se présenter contre François Fillon aux élections législatives de 2012 dans sa circonscription parisienne, Rachida Dati y renonce. Elle fonde ensuite, avec des élues UMP, le collectif « À droite… toutes ! », afin de renforcer la place des femmes dans la société.
Dans la perspective des élections municipales de 2014 à Paris, elle annonce qu’elle souhaite se présenter à la primaire de l'UMP pour être tête de liste dans la capitale, mais elle retire sa candidature en avril 2013, estimant que Nathalie Kosciusko-Morizet « a déjà été choisie par les médias et le système ». Tête de liste UMP-UDI-MoDem dans le 7e arrondissement, elle l’emporte avec 55,5 % des suffrages exprimés au second tour, devant la liste divers droite de Christian Le Roux (24,3 %) et la liste de gauche conduite par Capucine Edou (20,2 %) ; elle est réélue maire de l’arrondissement le 13 avril 2014. En septembre 2015, elle est suspendue du groupe Les Républicains (ex-UMP) au Conseil de Paris, à la suite d'arriérés de cotisation au parti de l'ordre de 6 500 €, faute d'avoir payé depuis plus de cinq ans sa cotisation de 100 € par mois,.
Elle soutient Nicolas Sarkozy pour le premier tour de la primaire présidentielle des Républicains de 2016 ; dans le cadre de sa campagne, elle est nommée conseillère politique. Pour le second tour, Rachida Dati soutient François Fillon. Dans l'entre-deux-tours de l'élection présidentielle de 2017, qui oppose Marine Le Pen à Emmanuel Macron, elle annonce qu'elle votera pour le candidat En marche. Elle parraine ensuite Laurent Wauquiez pour le congrès des Républicains de 2017, qu'il remporte.

### Députée européenne
Cette section ne s'appuie pas, ou pas assez, sur des sources secondaires ou tertiaires indépendantes du sujet. Le texte peut contenir des analyses inexactes ou inédites de sources primaires.
Pour l'améliorer, ajoutez-en, ou placez des modèles {{Source secondaire souhaitée}} ou {{Source secondaire nécessaire}} sur les passages mal sourcés. (janvier 2024)

#### Élections
Alors qu’elle est désignée pour figurer en deuxième position sur la liste UMP dans la circonscription Île-de-France aux élections européennes de 2009, Nicolas Sarkozy indique qu’elle quittera son ministère en cas d’élection ; la liste de la majorité présidentielle arrive en tête du scrutin, avec 29,6 % des voix et cinq élus, ce qui entraîne son départ du gouvernement. À nouveau numéro deux de la liste UMP en Île-de-France pour les élections européennes de 2014, elle est réélue députée européenne.

#### Premier mandat

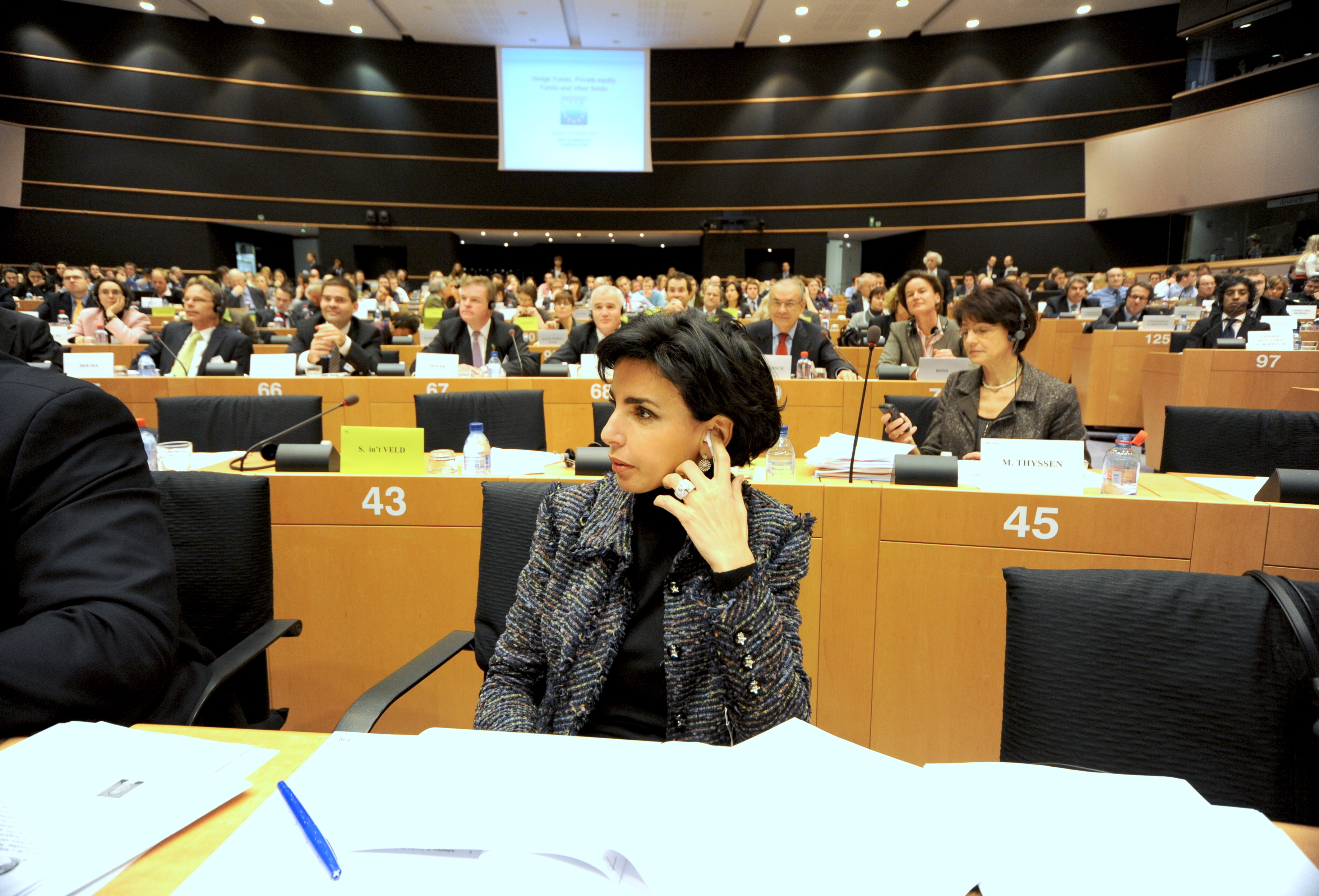
Rachida Dati à la Commission européenne (2009).

Lors de son premier mandat au Parlement européen, Rachida Dati est membre de la commission des affaires économiques et monétaires, de la commission spéciale sur la crise financière, économique et sociale, et de la délégation pour les relations avec les États-Unis. Elle est rapporteur pour le groupe PPE sur la proposition de règlement du Parlement européen et du Conseil de l'Union européenne établissant le programme Copernicus, ainsi que sur la proposition de règlement du Parlement européen et du Conseil de l'Union européenne concernant le programme européen d’observation de la Terre (GMES).
En juin 2013, Les Échos affirment que Rachida Dati est consultante pour GDF Suez. Plusieurs médias soulignent ensuite qu'elle a proposé en 2012 plusieurs amendements à des textes qui rejoignent les positions des grands énergéticiens. Celle-ci nie tout conflit d'intérêts et affirme que ses rémunérations d'avocate sont « totalement déclaré[es] au Parlement européen ». Une enquête parlementaire sur le sujet est classée sans suite. En 2015, lorsque la journaliste Élise Lucet l’interroge sur ses liens supposés avec Engie, Rachida Dati refuse de répondre et l'insulte du terme de « pauvre fille »,.

#### Second mandat
Réélue députée européenne en 2014, elle est membre de la commission des libertés civiles, de la justice et des affaires intérieures, de la délégation pour les relations avec les pays du Machrek et de la délégation à l'Assemblée parlementaire de l'Union pour la Méditerranée.
Elle se présente sans succès en mai 2018 à la fonction de représentante du Parlement pour la désignation du futur procureur européen[réf. à confirmer].
Après avoir annoncé qu’elle était candidate à sa réélection pour les élections européennes de 2019 sous l'étiquette des Républicains, elle renonce à briguer un nouveau mandat, privilégiant sa candidature aux élections municipales de 2020 à Paris.

### Élections municipales de 2020 à Paris

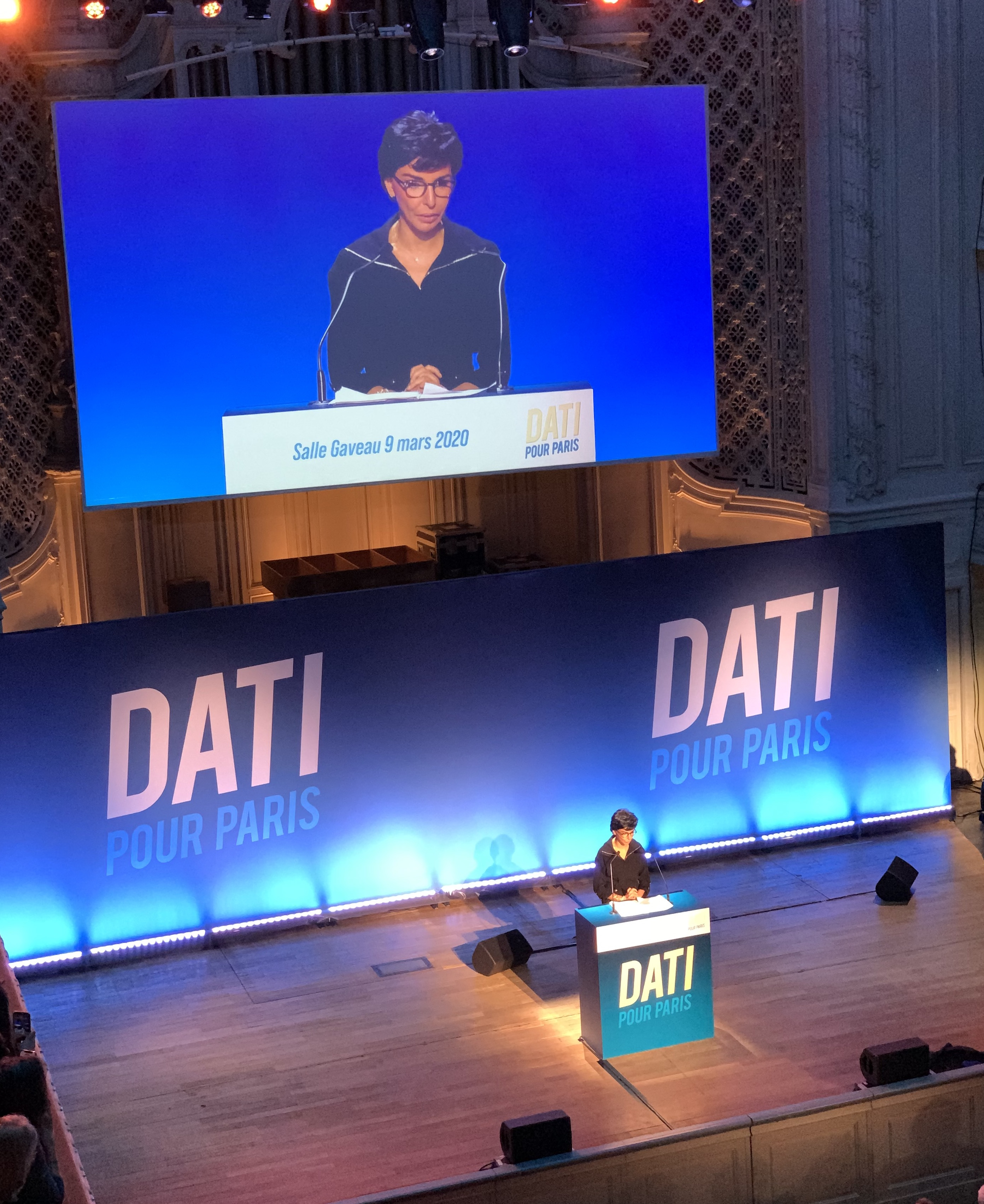
Réunion publique de Rachida Dati en vue des élections municipales de 2020 à Paris.

En novembre 2019, face à Marie-Claire Carrère-Gée, elle est investie par Les Républicains (LR) pour mener la liste de droite aux élections municipales de 2020 à Paris, recueillant notamment le soutien de Claude Goasguen. Cette décision d'investiture intervient dans un contexte de divisions de la droite parisienne, affaiblie par la percée électorale de La République en marche (LREM) dans ses bastions traditionnels au point que LR envisage un temps une alliance avec la majorité présidentielle. Rachida Dati est alors créditée de 13-14 % dans les sondages et ne suscite pas l’enthousiasme de plusieurs élus LR de la capitale, en particulier les partisans de François Fillon, avec qui elle s'était plusieurs fois opposée,. Se disant opposée à toute « combine », elle fait notamment investir Agnès Evren dans le 15e arrondissement au détriment de Philippe Goujon, maire LR sortant qui refusait explicitement de lui apporter son soutien, et noue une alliance avec le parti Les Centristes d’Hervé Morin.
Très critique envers le bilan de la maire sortante, Anne Hidalgo et estimant que « plus un Parisien n’est content de Paris », elle axe sa campagne sur les thèmes de la sécurité, de la propreté, de la mobilité et la défense des familles. Elle met notamment l'accent sur les quartiers du Nord et de l’Est, qui sont traditionnellement peu favorables à la droite et où celle-ci intervenait peu auparavant,. Elle bénéficie du soutien public de l'ancien président Nicolas Sarkozy et fait face à des candidatures dissidentes soutenues par Valérie Pécresse dans plusieurs arrondissements, candidatures qui sont largement défaites au premier tour. À partir de janvier 2020, les intentions de vote pour Rachida Dati progressent jusqu'à environ 20 %, lui permettant de devancer le candidat investi par LREM, Benjamin Griveaux, qui finit par se retirer après la publication de vidéos privées. Elle appelle dès lors au rassemblement autour de sa candidature.
Lors du premier tour, qui se tient durant la pandémie de Covid-19 et qui est marqué par une abstention record, les listes qu’elle conduit arrivent en deuxième position, avec 22,7 % à Paris, derrière celles de la maire sortante Anne Hidalgo et devant celles d’Agnès Buzyn, candidate désignée par LREM après le retrait de Benjamin Griveaux[source insuffisante]. Avec 50,7 % des voix dans le 7e arrondissement de Paris, dont elle est la maire sortante, Rachida Dati est la seule candidate à l’emporter dès le premier tour dans un arrondissement. Ses listes au second tour, le 28 juin 2020, obtiennent 34,3 % des voix à Paris, derrière celles d'Anne Hidalgo et devant celles d'Agnès Buzyn.
En juillet 2020, elle est élue présidente du groupe Changer Paris (Républicains, Centristes et indépendants) au Conseil de Paris,. Réunissant 55 membres au moment de l'élection, il est le plus grand groupe au Conseil et, par conséquent, le premier groupe d'opposition. Son entrée au gouvernement provoque une scission en mars 2024 menée par Francis Szpiner, Sénateur de Paris, selon qui « en politique, il faut se montrer responsable et avoir un peu de morale. On ne brade pas ses convictions. [Rachida Dati] a décidé de quitter LR pour une aventure personnelle qui nous fragilise collectivement. (…) Elle n’est plus en mesure d’incarner le rassemblement ». De même, Geoffroy Boulard, Agnès Evren et Pierre-Yves Bournazel co-fondent, en juillet 2024, le groupe Union capitale au sein du Conseil de Paris avec pour objectif de « contrer » Rachida Dati qui n'est pas associée à celui-ci,.

### Ministre de la Culture

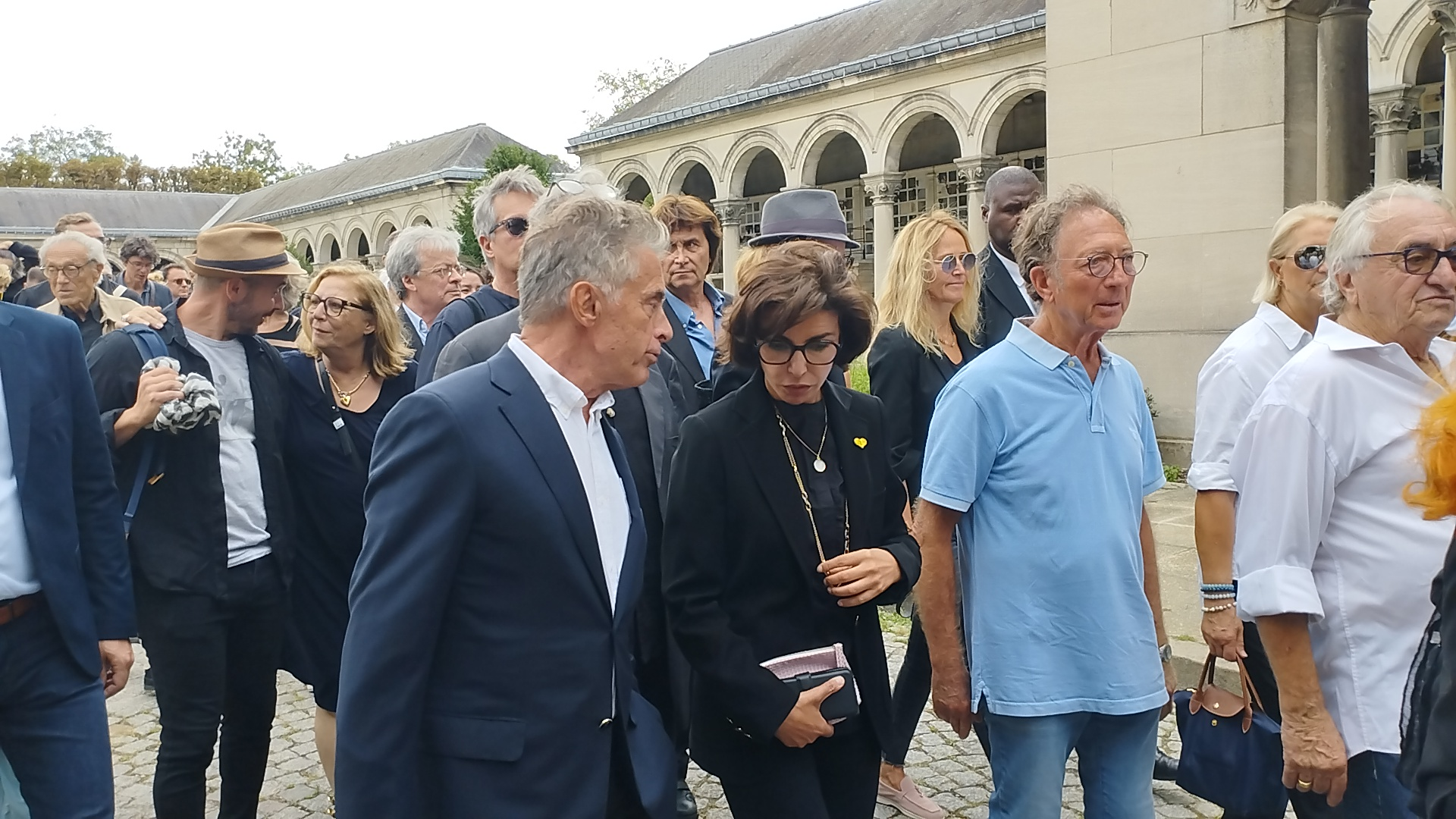
Rachida Dati lors des obsèques de Patrice Laffont, en 2024.

Le 11 janvier 2024, elle est nommée ministre de la Culture en remplacement de Rima Abdul Malak, dans le gouvernement Gabriel Attal, formé le même jour.
Alors que son exclusion des Républicains est annoncée dans les médias, Éric Ciotti déclare qu'elle n'a pas été exclue car elle n'avait pas renouvelé son adhésion au parti, ; le 17 janvier 2024, elle ironise sur le fait qu'elle « attend son OQTF des LR ». Rachida Dati a effectivement cessé d'appartenir au mouvement des Républicains,. Des rumeurs en sein de la majorité présidentielle prétendent que sa nomination serait le fruit d'un pacte avec Emmanuel Macron en vue d'une alliance pour les élections municipales de 2026 à Paris ; elle dément ces rumeurs, tout en confirmant qu'elle ambitionne toujours de remporter la mairie parisienne lors des prochaines échéances électorales. Elle quitte par la suite la tête du groupe d'opposition Changer Paris du Conseil de Paris en faveur de Catherine Dumas mais refuse de quitter son siège de maire du 7e arrondissement, justifiant ce qui est considéré comme une dérogation à la règle du non-cumul des mandats par le fait qu'une mairie d'arrondissement n'est pas une mairie de plein exercice. Elle reprend la tête du groupe Changer Paris du Conseil de Paris, en coprésidence avec David Alphand, dès le mois d'octobre 2024.
Elle engage une démarche de réforme de l'audiovisuel public dans la perspective d'une fusion entre France Télévisions et Radio France, mais la dissolution de l'Assemblée nationale en juin 2024 met fin au débat parlementaire engagé sur le sujet. Lors de la formation du gouvernement Barnier, en septembre 2024, elle conserve son poste au ministère de la Culture. La proposition de loi revient à l'ordre du jour de l'Assemblée nationale à l'automne 2024, et devait être examinée par les députés les 17 et 18 décembre avant que la motion de censure du gouvernement Barnier ne mette fin à nouveau au débat parlementaire engagé sur le sujet.
Elle est reconduite dans ses fonctions ministérielles dans le gouvernement François Bayrou, le 23 décembre 2024.
En avril 2025, elle annonce devant le groupe Droite républicaine à l'Assemblée nationale avoir repris sa carte aux Républicains et qu'elle pourra ainsi voter lors du congrès du parti au mois de mai 2025, pour l'élection du président du mouvement. Pour autant, elle se présente en dissidence lors de l'élection partielle dans la deuxième circonscription de Paris, face à Michel Barnier investi le 28 juillet 2025 par la commission nationale d'investiture des Républicains,. Elle dénonce un « parachutage » qui ne servirait « qu'à porter les ambitions présidentielles » de ce dernier.

## Figure médiatique et de l'intégration

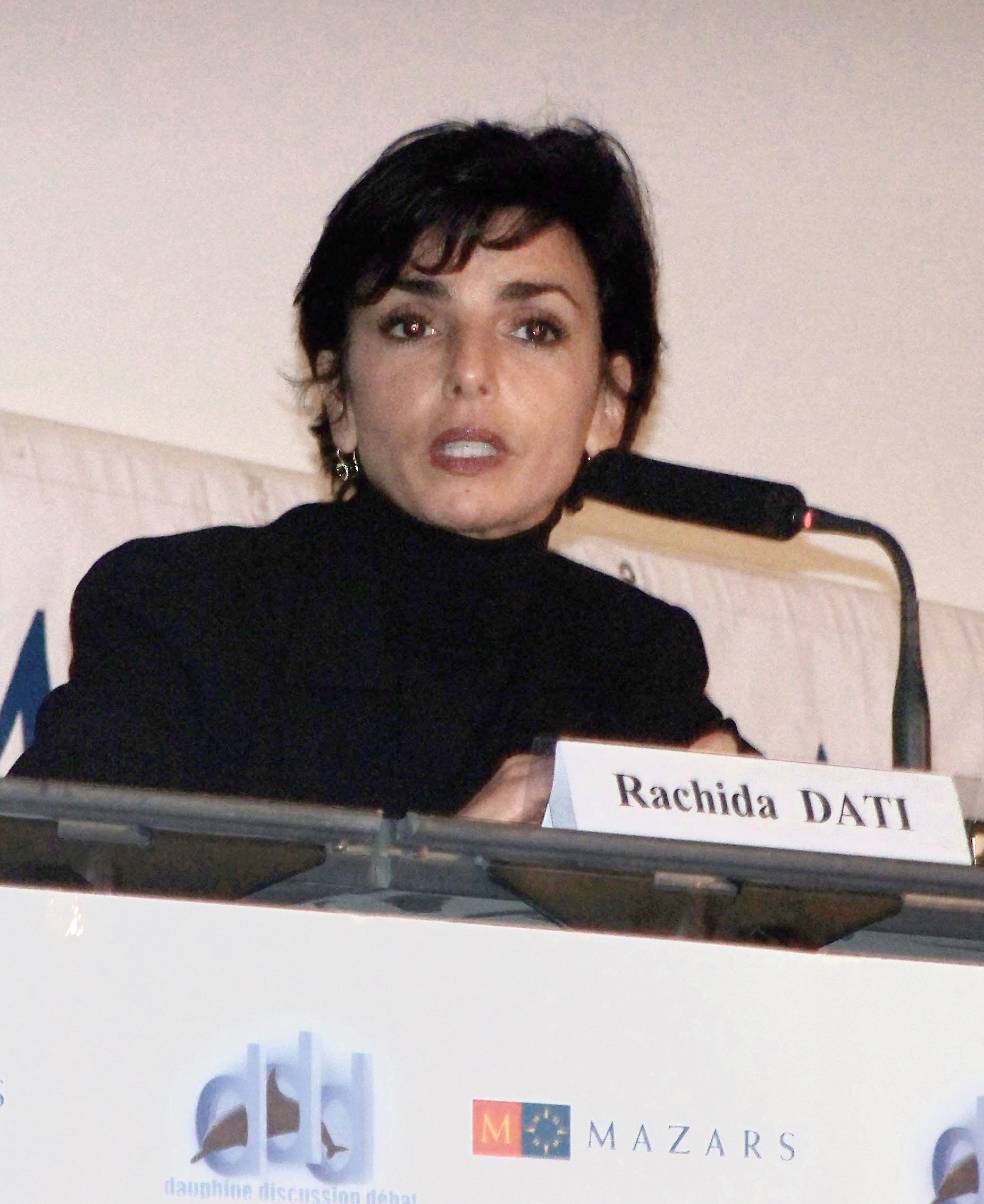
Rachida Dati lors d'une conférence à l’université Paris-Dauphine (2008).

Lors de son ascension politique, Rachida Dati est perçue comme « un symbole », à la fois du sarkozysme et de la diversité,. Elle est la première femme d'origine maghrébine à occuper un ministère aussi important que celui de la Justice en France.
Pour l'universitaire Jamil Dakhlia, elle est une icône de « l'intégration à la française », située à la croisée entre la politique et le milieu des célébrités. D’après Nacira Guénif-Souilamas, la réussite de Rachida Dati contribue à façonner un discours sur l'intégration. Nicolas Sarkozy, par sa nomination au gouvernement, souhaitait envoyer le message que « à tous les jeunes de France, qu'avec du travail et du mérite, tout devient possible »,.
Lorsque sont révélés en 2007 les démêlés judiciaires de deux de ses frères, Patrick Gaubert, président de la Ligue internationale contre le racisme et l'antisémitisme (LICRA), estime qu'elle est « victime, du fait de la consonance de son patronyme, d'une campagne injuste » et qu'elle « paie, dès son arrivée, le prix fort d'être la première personne issue de l'immigration maghrébine à accéder à une telle responsabilité gouvernementale ». Comme d'autres femmes ministres issues de l'immigration ou des Outre-mer, elle fait face à des insultes racistes.
En 2008, alors qu'elle est Ministre de la Justice, le journal britannique The Guardian déclare qu'elle est, dans la société française fracturée, ce qui se rapproche le plus de Barack Obama.
Ses débuts de maire du 7e arrondissement de Paris, en 2008, sont remarqués en raison de son franc-parler et de son style vestimentaire (elle est appelée la candidate « aux Louboutin »). Ses adversaires la décrivent également comme autoritaire.

## Controverses

### Proximité avec le Qatar
En 2007, Rachida Dati établit des relations avec le gouvernement du Qatar dans le cadre d’un projet de campus délocalisé de l’École nationale de la magistrature (ENM) à Doha, qui n’a finalement pas abouti. Ses déplacements au Qatar en tant que ministre de la Justice suscitent des critiques de journalistes, qui considèrent que ses relations avec le procureur général du Qatar, Ali Bin Fetais Al-Marri, sont trop étroites,.
Maire du 7e arrondissement de Paris, Rachida Dati lance en 2015 un projet de « Club des ambassadeurs » visant à réunir les nombreux représentants diplomatiques étrangers en poste à Paris et résidant dans son arrondissement. Pour financer cette association, elle aurait demandé une somme de 400 000 € à l’ambassadeur du Qatar en France, Meshaal al Thani, qui aurait décliné l'offre. Rachida Dati tente cependant de rétablir de bonnes relations avec le Qatar, et aurait sollicité Nicolas Sarkozy pour intervenir auprès des Al Thani afin d'obtenir une invitation au Doha Forum de 2016,,.
Une enquête du média en ligne Blast publiée en 2024 indique que Rachida Dati a travaillé pour le compte de représentants du Qatar, notamment d'Ali bin Samikh Al Marri, homme clé du scandale de corruption par le Qatar au Parlement européen.

### Proximité avec l'Azerbaïdjan
Rachida Dati est critiquée pour sa proximité avec le pouvoir azerbaïdjanais, souvent qualifié de dictatorial et accusé de violations des droits de l'homme. Elle siège au conseil d’administration de l’Association des Amis de l'Azerbaïdjan (AAA), « principal instrument » de la diplomatie du caviar en France selon Le Monde,. Pour Libération, Rachida Dati est « le visage, voire la tête de gondole, du lobbying de l'Azerbaïdjan en France ». Elle est par ailleurs décrite par Le Canard enchaîné comme étant « une habituée des luxueuses soirées organisées par la Première dame, Mehriban Aliyeva, à Paris ».
Elle félicite en 2013 le président Ilham Aliyev de sa réélection, ce qu'elle fait à nouveau en 2018. L'élection a été qualifiée par l'Organisation de coopération et de développement économiques (OCDE) de non démocratique. Dans une interview pour le journal azerbaïdjanais Day.Az, elle décrit l'Azerbaïdjan comme « un exemple pour tout le monde musulman ».
Plusieurs médias rapportent ses actions politiques potentiellement corrompues, dans le cadre de la diplomatie du caviar menée par l'Azerbaïdjan. En septembre 2017, elle vote contre l’ouverture d'une enquête parlementaire sur la corruption qu'exercerait le gouvernement azerbaïdjanais pour acheter des soutiens à l'étranger, notamment au Conseil de l'Europe. Elle refuse de répondre à l'émission Cash Investigation, produite par Élise Lucet, concernant ses relations avec le pouvoir azerbaïdjanais. Rachida Dati a ensuite qualifié Élise Lucet de « pauvre fille » et sa carrière de « pathétique ».
Selon Libération, Rachida Dati « mène un travail politique souterrain, principalement grâce à son activité d'élue » en faveurs des intérêts de l’Azerbaïdjan, dont l'économie dépend des exportations de gaz. Au Parlement européen, elle intervient de façon récurrente sur les questions énergétiques, et en particulier gazières, avec l'objectif de freiner les investissements dans les énergies durables pour que le gaz conserve « toute sa place dans le bouquet énergétique », souligne l'eurodéputée en 2012. Elle dépose des amendements sanctuarisant la production gazière ou limitant l'information du public sur la production d'énergie. Plusieurs eurodéputés se plaignent de ses actions en faveur de l'industrie gazière, qui relèveraient selon eux du « lobbying ».
Elle effectue au moins cinq voyages en Azerbaïdjan entre 2011 et 2017, dont deux, en avril 2011 et en octobre 2012, qui ne sont pas déclarés au Parlement européen, bien qu'ils auraient dû l'être. L'ensemble de ses déplacements est pris en charge par les autorités azéries. Elle n'a en revanche effectué aucun déplacement en Arménie.
À la suite de la guerre des Quatre Jours au Haut-Karabagh en 2016, elle adresse une prise de parole au président de la République française, où elle défend la position de l'Azerbaïdjan face à l'Arménie. En décembre 2020, alors que le groupe LR à l’Assemblée nationale utilise sa niche parlementaire pour faire approuver un texte condamnant « l’agression du Haut-Karabakh », Rachida Dati s'évertue à dissuader les députés LR de voter le texte.
En mars 2024, une enquête du magazine Le Nouvel Obs indique que Rachida Dati a entretenu comme parlementaire européenne des liens financiers étroits avec l'Azerbaïdjan. Le président du Parlement européen à l'époque des faits, Martin Schulz, aurait demandé une enquête sur la déontologie de Dati.

### Intérêts gaziers
En 2013, Rachida Dati prend position sur les questions énergétiques. Après avoir signé une tribune dans le quotidien Les Échos pour demander l'arrêt des subventions des énergies renouvelables, qu'elle estime fausser la concurrence avec les énergies fossiles, elle se prononce en faveur d'une réouverture du débat sur les gaz de schiste. Dans un numéro de Cash Investigation sur les voyages présidentiels, la journaliste Élise Lucet s’interroge sur les relations entre Rachida Dati et le groupe Engie (ex-groupe GDF Suez).
Une enquête du Nouvel Obs et de l’émission Complément d'enquête révèle en 2025 que Rachida Dati a été rémunérée près de 300 000 € par GDF Suez lorsqu’elle était députée européenne, et alors qu’elle multipliait les prises de position favorables au secteur gazier,.

### Soupçons de lobbying pour des sociétés privées
Parallèlement à son mandat de députée au Parlement européen, Rachida Dati a collaboré avec plusieurs grandes entreprises privées dans les années 2010. Elle a notamment perçu 900 000 € du groupe Renault entre 2009 et 2013.
Selon une enquête de L'Obs publiée en 2024, Rachida Dati a perçu 300 000 € entre 2012 et 2014 de la part de l'entreprise britannique AlphaOne Partners, société de conseil pour investisseurs privés et institutionnels. Saisis par la justice dans le cadre d'une perquisition menée en 2019, ses agendas indiqueraient des liens entre elle et les groupes énergétiques GDF Suez et Total, ainsi qu'avec la State Oil Company of Azerbaijan Republic (SOCAR), la compagnie nationale pétrolière et gazière d'Azerbaïdjan, qui l'auraient rétribuée via cette entreprise en échange d'activités de lobbying au Parlement européen.
Libération révèle également en 2024 qu'elle est devenue avocate du groupe France Télécom à partir de septembre 2010, pour une rémunération de 800 000 € en huit ans. Rémunérée officiellement en qualité d'avocate par ces différentes entreprises, Rachida Dati aurait « utilisé la robe comme un paravent à des activités de lobbying ou de mise en relation d'affaires, proscrites pour une élue au Parlement européen ».
L'Humanité estime le montant perçu pour les prestations de lobbying au Parlement européen à près de 2 millions d'euros.
Le 18 juin 2025, interrogée au sujet de cette mise en examen par le journaliste Patrick Cohen sur le plateau de l'émission C à vous, Rachida Dati se fait remarquer en lui répondant par des attaques personnelles. La séquence est critiquée par la gauche, qui y voit des méthodes « trumpistes »,,.

## Affaires judiciaires

### Procès lié à l'Affaire Carlos Ghosn
Entre 2009 et 2013, alors qu'elle est députée européenne, Rachida Dati est rémunérée 300 000 € par an pendant trois années (soit un total de 900 000 €) pour des conseils juridiques, en raison de son activité d'avocate, au profit de la filiale hollandaise RNBV de Renault-Nissan,.
La justice s'interroge sur la réalité du travail effectué par Rachida Dati. Dans une convention d'honoraires signée avec Carlos Ghosn en 2009 (alors qu'elle n'était pas encore avocate), Rachida Dati évaluait ses prestations à 1 000 € de l'heure pour un total de 300 heures annuelles (soit environ deux mois de temps plein). Selon cette convention, Rachida Dati devait contribuer à « la détermination de la conduite de la politique d’extension internationale notamment dans les pays du Moyen-Orient et du Maghreb ». La nouvelle direction de Renault-Nissan, à l'origine de la plainte, explique que « la réalité des travaux du [consultant] n'a jamais été démontrée » et soupçonne son ancien PDG Carlos Ghosn d'avoir utilisé sa position pour faire profiter ses proches,.
En juillet 2021, après avoir été placée sous le statut de témoin assisté l'année précédente, Rachida Dati est mise en examen pour « corruption passive par personne investie d'un mandat électif public au sein d'une organisation internationale », « trafic d'influence passif » et « recel d'abus de pouvoir »,,. Elle dénonce une instrumentalisation de la justice et nie toute irrégularité. Elle dépose plusieurs recours pour cause de prescription, qui sont rejetés, de manière définitive par la Cour de cassation en octobre 2024.
Le 15 novembre 2024, le Parquet national financier requiert un procès contre Rachida Dati, pour « corruption passive » et « trafic d'influence passif ». La Cour d'appel de Paris rejette la demande d'annulation de ce réquisitoire en juin 2025. En juillet 2025, conformément à ce réquisitoire, Rachida Dati est renvoyée devant le tribunal correctionnel pour « corruption et trafic d'influence passifs par personne investie d'un mandat électif public au sein d'une organisation internationale (en l'espèce le Parlement européen) » et « recel d'abus de pouvoir et d'abus de confiance ». Quant à Carlos Ghosn, il est renvoyé pour « abus de pouvoirs par dirigeant de société », « abus de confiance », « corruption et trafic d'influence actifs ».
Après la décision de renvoi en correctionnel, Rachida Dati fait appel et met en cause les magistrats ayant prononcé son renvoi ; le président du tribunal correctionnel de Paris dénonce alors un « discrédit sur l'autorité judiciaire » dont la prévenue est autrice,.

### Conflit avec Aurélie Filippetti
En 2024, Rachida Dati intente un procès en diffamation publique contre Aurélie Filippetti qui avait déclaré le 15 janvier 2024 dans l'émission C dans l'air qu'elle entretenait des « liens avérés » avec « le couple dictateur à la tête de l'Azerbaïdjan », un pays « qui fait une diplomatie très agressive qu’on appelle la diplomatie du caviar ».
Le 3 juillet 2025, elle est déboutée par le tribunal correctionnel de Paris qui la condamne à verser 2 000 euros de dommages et intérêts à Aurélie Filippetti pour procédure abusive, la ministre n'ayant pas présenté à temps les pièces nécessaires pour permettre à Aurélie Filippetti de préparer sa défense.

## Prises de position

### Politique migratoire européenne
En février 2020, Rachida Dati déclare au sujet des attentats de Hanau qu’Angela Merkel, chancelière allemande, « paie aujourd’hui au prix fort l’ouverture massive des frontières » allemandes de 2015 dont elle « n’a pas mesuré les conséquences » et qu’elle a décidé « sans anticipation ». Elle estime que la majorité des migrants en Europe « n’ont pas la même conception du vivre ensemble que la nôtre, n’ont pas conscience de nos valeurs républicaines », ce qui conduit à « des affrontements ».

## Résultats aux élections municipales
| Année | Parti    | Parti | Commune        | 1er tour | 1er tour | 1er tour | 2d tour | 2d tour | 2d tour | Sièges obtenus | Sièges obtenus | Sièges obtenus |
| Année | Parti    | Parti | Commune        | Voix     | %        | Rang     | Voix    | %       | Rang    | CA             | CP             | MGP            |
| ----- | -------- | ----- | -------------- | -------- | -------- | -------- | ------- | ------- | ------- | -------------- | -------------- | -------------- |
| 2008  |          | UMP   | Paris 7e       | 8 894    | 49,50    | 1re      | 9 934   | 57,69   | 1re     | 8 / 10         | 5 / 5          |                |
| 2014  |          | UMP   | Paris 7e       | 7 345    | 41,01    | 1re      | 9 785   | 55,46   | 1re     | 8 / 10         | 4 / 4          |                |
| 2020  |          | LR    | Ville de Paris | 125 639  | 22,72    | 2e       | 159 059 | 34,32   | 2e      | 119 / 340      | 58 / 163       | 22 / 60        |
| 2020  | Paris 7e | LR    | 7 678          | 50,69    | 1re      |          |         |         | 9 / 10  | 4 / 4          | 1 / 1          |                |

## Culture populaire
À partir de septembre 2007, elle est caricaturée dans l'émission satirique Les Guignols de l'info.
En 2009, la société de production Doc en stock réalise le documentaire Dati l'ambitieuse qui retrace son parcours politique. La même année, le duo d'electroclash Sexy Sushi lui consacre dans son album Tu l'as bien mérité ! une chanson intitulée À bien regarder : Rachida. Elle est aussi mentionnée dans Nicolas et Rachida, du groupe La Chanson du dimanche.
Dans le film La Conquête (2011) de Xavier Durringer, retraçant la campagne présidentielle de Nicolas Sarkozy en 2007, elle est interprétée par l'actrice Saïda Jawad. En juillet de la même année, le groupe de rap français Sniper sort une chanson, intitulée Fadela, dans laquelle le refrain répète « Fais pas ta Fadela, fais pas ta Rachida ». Elle fait référence à Fadela Amara et à Rachida Dati, leurs auteurs souhaitant dénoncer un prétendu côté opportuniste chez les deux femmes.
Faïza Guène s'inspire de Rachida Dati pour le personnage de Dounia dans son roman Un homme, ça ne pleure pas (2014).

## Ouvrages
- Fille de M'Barek et de Fatim-Zohra. Ministre de la Justice, Paris, XO, 2011, 272 p.  (ISBN 978-2845634312).
- La Confiscation du pouvoir, Paris, Plon, 2019, 128 p. (ISBN 978-2-259-28271-0).

## Décorations

### Françaises
En 2024, en tant que ministre de la Culture, Rachida Dati est nommée ex officio commandeur dans l'ordre des Arts et des Lettres.

### Étrangères
En 2010, elle est nommée grand officier de l'ordre du Ouissam alaouite et en 2011, le prince Charles de Bourbon-Siciles[Qui ?] lui remet les insignes de commandeur de l'ordre royal de François Ier.

#### Ouvrages
- Claude Askolovitch, Rachida Dati, Je vous fais juges, Paris, Éditions Grasset, 2007, 232 p. (ISBN 978-2-246-73401-7).
- Élisabeth Chavelet, Rachida ne meurt jamais, Paris, éditions du Moment, 2013, 194 p. (ISBN 9782354172459).
- Lionel Cottu, Rachida Dati : Biographie, Paris, Éditions Générales First, 2007, 299 p. (ISBN 978-2-7540-0587-6).
- Michaël Darmon et Yves Derai, Belle Amie, Paris, éditions du Moment, 2009, 178 p. (ISBN 978-2-35417-042-4).
- Jamal Dati, Dans l'ombre de Rachida, Paris, Calmann-Lévy, 2009, 240 p. (ISBN 978-2702140314).
- Gilles Gaetner, Rachida Dati : Et si on parlait de vous ?, Paris, Jean-Claude Gawsewitch Éditeur, 2008, 217 p. (ISBN 978-2-35013-151-1).
- Jacqueline Remy, Du rimmel et des larmes, Paris, Seuil, 2009, 221 p. (ISBN 978-2-02-099303-6).
- Saveria Rojek, Impitoyable : Mairie de Paris : la folle campagne qui a changé la politique, Paris, Stock, 2020, 244 p. (ASIN B089B4FYMK).

#### Bande dessinée
- Yves Derai, Bernard Swysen et Marco Paulo, Rachida, aux noms des pères, Paris, 12 bis, 2013, 48 p. (ISBN 978-2-35648-467-3, présentation en ligne).

### Filmographie
- Antoine Vitkine et Taly Jaoui, Dati, l'ambitieuse, diffusé sur Arte en 2008
- Xavier Durringer, La Conquête, 2011.
- Tristan Waleckx, Rachida Dati, parcours d'une égérie, diffusé sur France 2 en 2012.